# Papirus Oxyrhynchus 3522

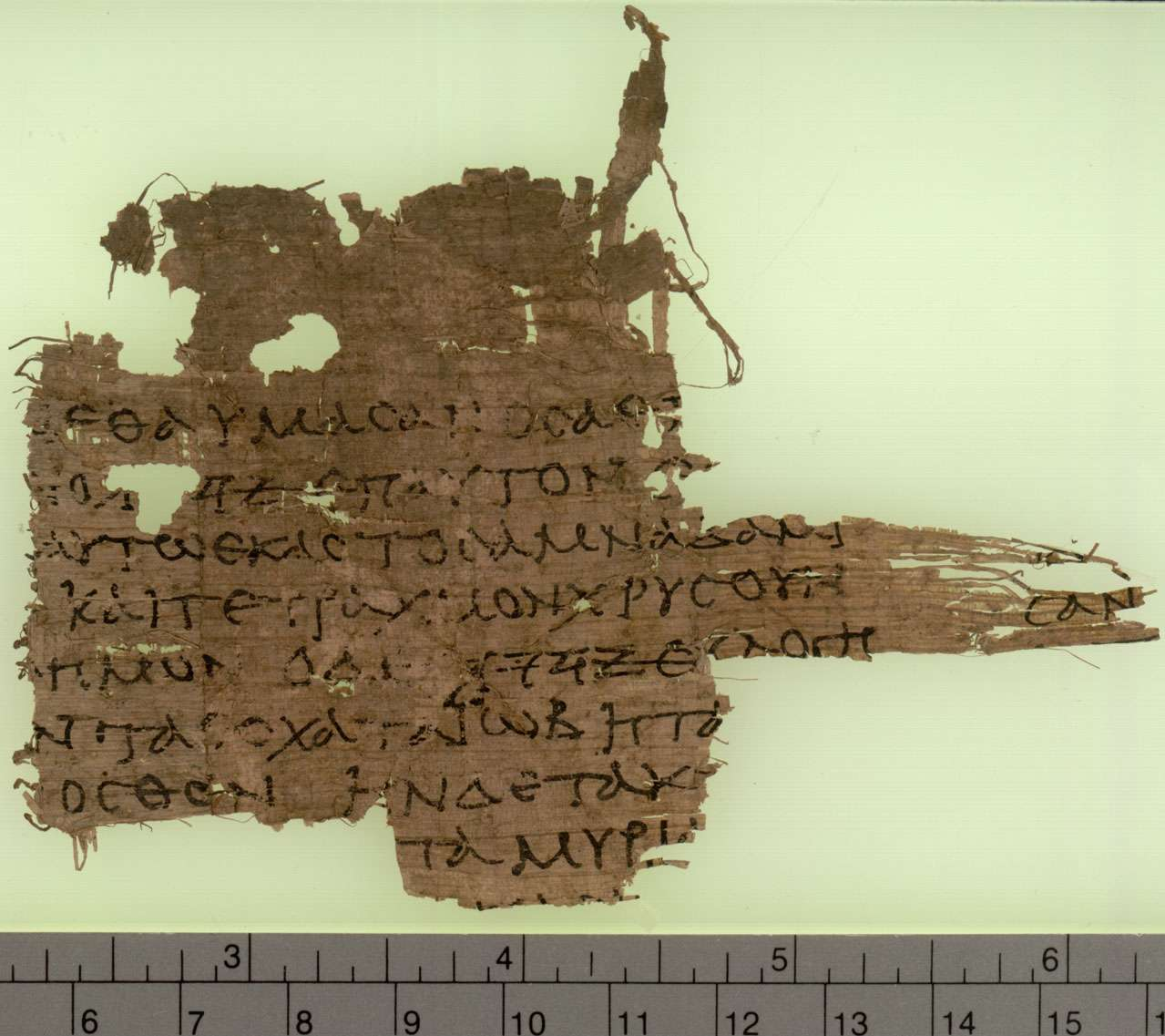
Papirus LXX Oxyrhynchus 3522

Papirus Oxyrhynchus 3522, oznaczany skrótem P.Oxy.L 3522 – niewielki fragment greckiego rękopisu Septuaginty spisany na papirusie, w formie zwoju. Jest jednym z rękopisów odkrytych w Oksyrynchos, został skatalogowany pod numerem 3522. Paleograficznie datowany jest na I wiek n.e. Zawiera fragment Księgi Hioba 42,11-12. W jednym miejscu zawiera tetragram imienia Bożego. Jest to jeden ze znanych fragmentów Septuaginty zawierających imię Boże. Fragment ten został opublikowany w 1983 roku przez P. J. Parsonsa w The Oxyrhynchus Papyri, część L (50).
Fragment ten jest oznaczany również numerem 857 na liście rękopisów Septuaginty według klasyfikacji Alfreda Rahlfsa oraz jako LDAB 3079. Obecnie rękopis przechowywany jest w Papyrology Rooms, Sackler Library w Oksfordzie (P.Oxy.L 3522).